# Order of Canada
| Bandschnalle | Bandschnalle | Bandschnalle |
| Companion    | Officer      | Member       |
| ------------ | ------------ | ------------ |
|              |              |              |

Der Order of Canada (englisch) bzw. Ordre du Canada (französisch) ist Kanadas höchste Auszeichnung für Zivilpersonen. Er wird unter dem lateinischen Motto Desiderantes meliorem patriam („die ein besseres Vaterland begehren“) verliehen.
Der Orden wurde am 1. Juli 1967 begründet, dem Tag des einhundertjährigen Bestehens des Dominions Kanada, um Kanadier anzuerkennen, die Kanada nachhaltig verändert haben. Es ist Kanadas höchste Auszeichnung für ein Lebenswerk. Der kanadische Monarch, derzeit König Charles III., ist der Souverän, der Generalgouverneur von Kanada, derzeit Mary Simon, ist Kanzler und Erster Genosse (Principal Companion) des Ordens. Der Ehegatte des Generalgouverneurs ist ebenfalls stets Companion des Ordens.

## Ordensstufen
Die Auszeichnung ist in drei Stufen eingeteilt:
1. Companions of the Order of Canada/Compagnons de l'Ordre du Canada (CC) haben den höchsten Leistungsgrad gegenüber Kanada und der Menschheit auf nationalem oder internationalem Gebiet erbracht. Bis zu 15 Companions werden jährlich berufen, wobei eine Beschränkung auf eine Höchstzahl von 165 lebenden Companions besteht.
2. Officers of the Order of Canada/Officiers de l'Ordre du Canada (OC) haben ein herausragendes Niveau in Talent und Leistung für Kanada bewiesen. Bis zu 64 Officers werden jährlich berufen.
3. Members of the Order of Canada/Membres de l'Ordre du Canada (CM) haben außergewöhnliche Beiträge für Kanada oder Kanadier auf lokaler oder regionaler Ebene geleistet. 136 Members werden jährlich ernannt.

Der Generalgouverneur von Kanada ernennt die neuen Mitglieder aufgrund von Vorschlägen aus der Bevölkerung nach Empfehlungen eines hochkarätig besetzten Beirates. Der Generalgouverneur wird bei Amtsantritt selbst als Companion in den Orden aufgenommen, falls er es nicht schon zuvor war. Alle lebenden Kanadier kommen für die Verleihung in Frage, ausgenommen sind aktive Politiker und Richter. Die Auszeichnungen werden halbjährlich am 1. Januar und 1. Juli (Canada Day/Fête du Canada) verliehen. Members/Membres können zu Officers/Officiers und diese zu Companions/Compagnons höhergestuft werden, was in der Regel nach fünf oder mehr Jahren geschieht.
Einwohnern anderer Staaten kann der Orden ehrenhalber in allen drei Stufen verliehen werden, bei ihnen bezieht sich das Motto dann auf Beiträge zur Verbesserung der Welt insgesamt. Derartige Verleihungen werden allerdings bei den oben genannten Höchstzahlen nicht mitgezählt, jedoch dürfen nur fünf Ausländer pro Jahr in den Orden aufgenommen werden.

## Ernennungen
Zum 25. Dezember 2014 betrug die Anzahl der ernannten lebenden kanadischen Ordensträger 143 Companions, 1131 Officers und 2101 Members. 2020 betrug die Gesamtanzahl inklusive der verstorbenen kanadischen Ordensträger 500 Companions, 2450 Officers und 4727 Members.
Die jeweilige Abkürzung der drei Stufen trägt offiziell eine Punktuation, im Alltagsgebrauch wird sie meist ohne die Punkte verwendet. Die Ordensträger sind berechtigt, diese Abkürzung als einen nachgestellten Namensbestandteil (post-nominal) zu tragen.